# Пескадеро
Пескадеро (на испански: Pescadero) е населено място в окръг Сан Матео, района на залива на Сан Франциско, щата Калифорния, Съединените американски щати.
Намира се в близост до Калифорнийски щатски път 1, на юг от Халф Мун Бей и на север от Санта Круз. Разположен е на около 3,2 км (2 мили) към вътрешността от Щатски плаж Пескадеро (Pescadero State Beach).
1. ↑  data.census.gov //   Посетен на 1 януари 2022 г.